# 電線路

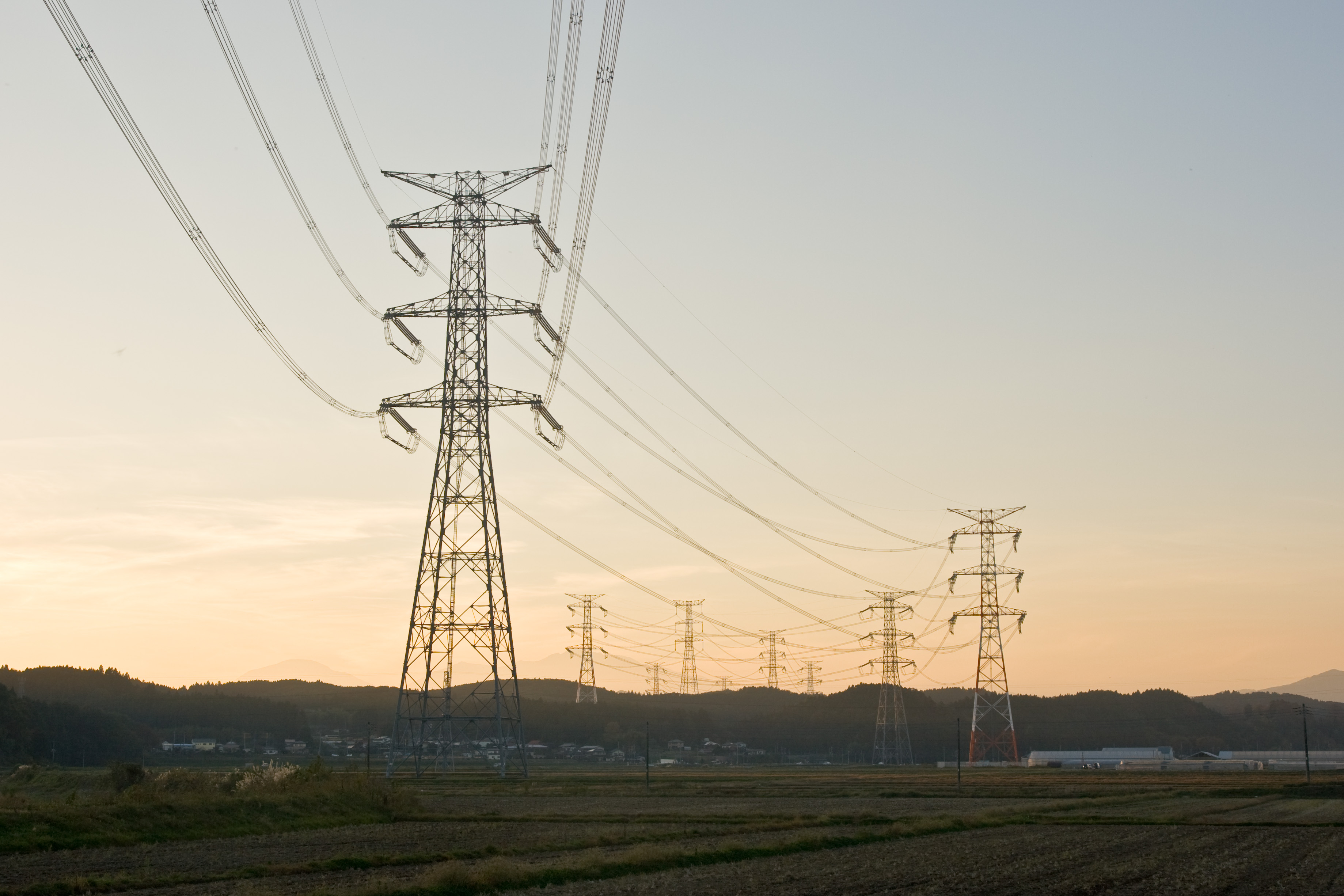
鉄塔と送電線（1000kV設計南いわき幹線）

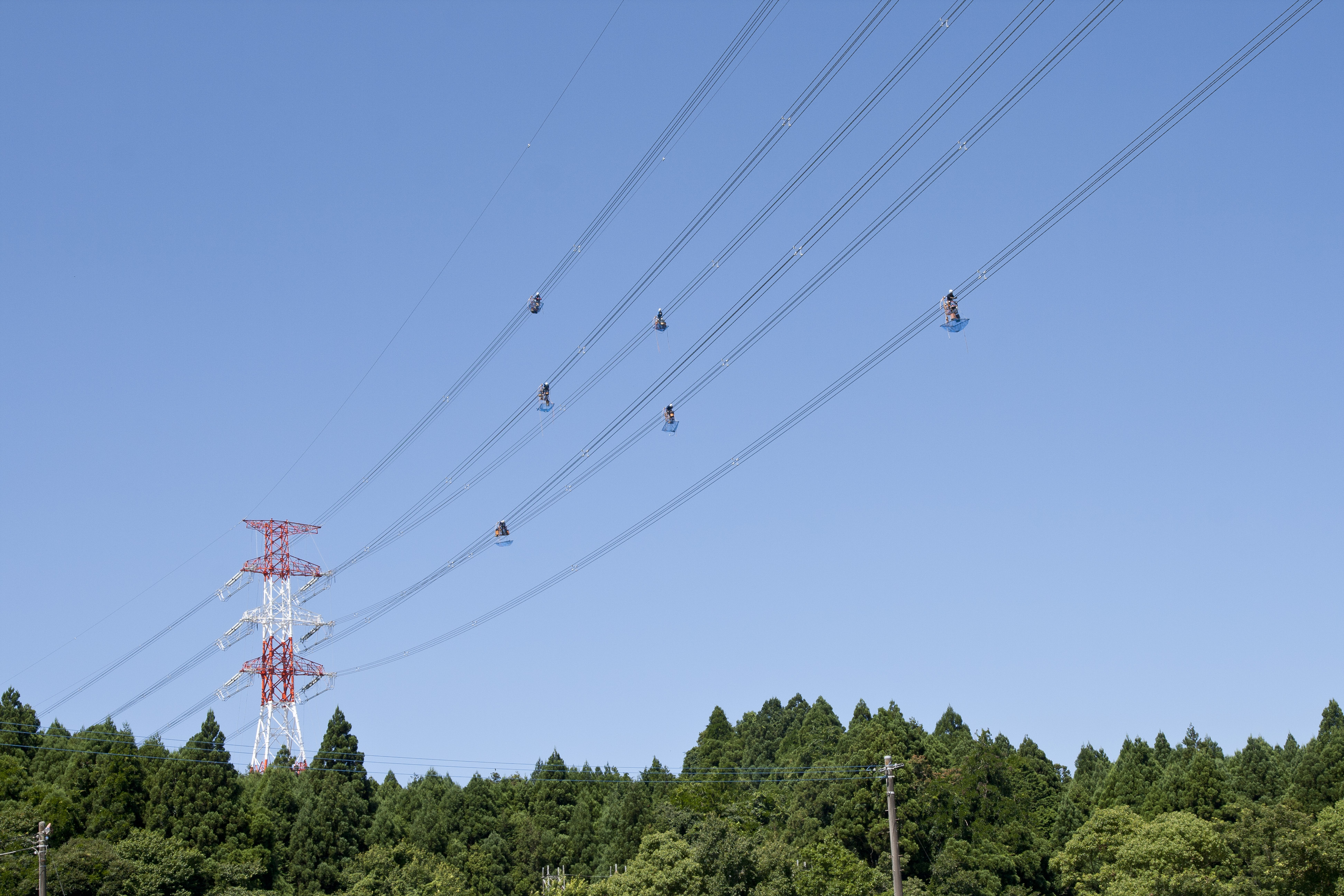
作業中の送電鳶

電線路（でんせんろ）は、電力を運ぶための電線およびその支持物・付帯設備を含む電力設備である。 また、電線路を形成する電線のうち、送電網におけるものは送電線（そうでんせん）、配電網におけるものは配電線（はいでんせん）と呼んで区別されている。
なお、類似の用語に電路があるが、これは通常の使用状態で電気が通じているところをいい、目的や使用場所に依存しない電気工学一般における概念である。 

## 電線路の線路定数
電気回路理論においては電気抵抗、 インダクタンス、 静電容量という回路要素は、それぞれ値の定まった回路素子として扱い、そしてそれらの接続される配線の長さは考慮しない。しかし実際の送電線や配電線においては、それぞれの回路要素は有限個の素子ではなく長い配線に値が分布して存在するものと考える。このように回路要素が配線の長さや形状、位置関係に依存する電気回路を分布定数回路といい、各回路要素は配線の単位長あたりの値として扱い、これを線路定数という。

## 電線路の構成要素
- 電線（送電線・配電線）
  - 絶縁電線
  - ケーブル

- 支持物
  - がいし
  - 鉄柱・鉄塔・送電塔
  - 電柱
    - 鉄筋コンクリート柱[注 2]
    - 木柱
    - 鋼管柱
    - 鋼板柱（パンザマスト）

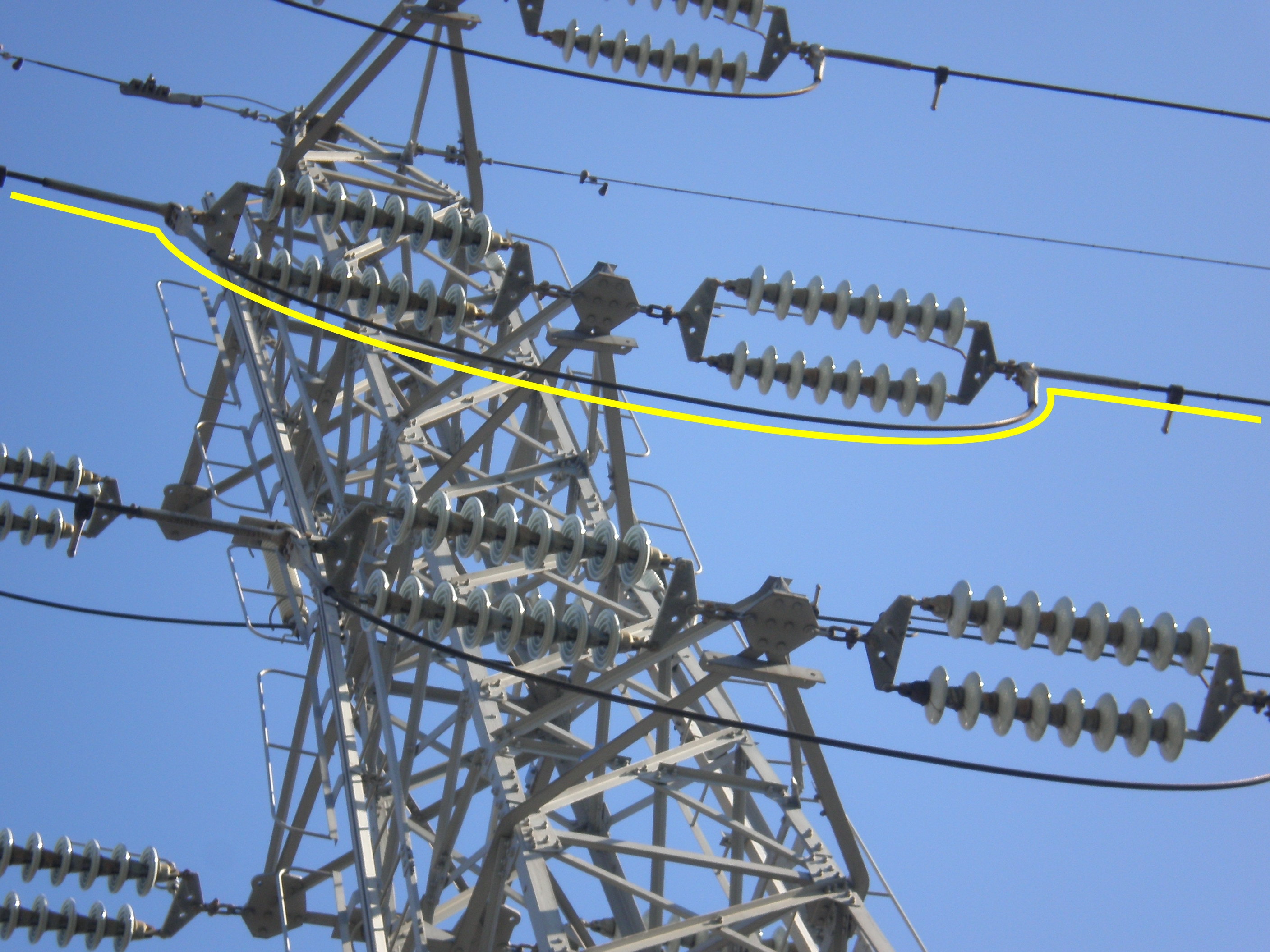
電線はがいしを介して鉄塔と接続され、黄色い線に沿って電流が流れる。

なお送電網において、送電線にはそれぞれ路線名が付けられ、鉄塔には番号が付けられている。一般的には電源側が小さい番号となり、負荷側が大きい番号となる。

## 主な電線路の設置場所
- 架空電線路[3]
- 地中電線路[4]
  - 共同溝
- 屋側電線路[5]
- 屋上電線路[6]
- トンネル内電線路[7]
- 水上電線路[8]
- 水底電線路[9]

## 送電線における諸問題など

### 高圧線下の影響
送電線の多くは、他者の所有地の上を通る。その場合、一般に「線下補償料」と呼ばれる、土地使用料にあたる料金が支払われることになる。その一方で高圧線下の地価は、美観などの理由から、周辺の地価より低くなることもある。
1979年の米国での報告を皮切りに1980年代にスウェーデン等の研究者から、高圧線が発する低周波の電磁波を浴びることによる健康被害が相次いで発表され、WHOも1996年に、電磁界を放射する技術に関連する健康リスクの可能性を調査するため、国際電磁界プロジェクトを立ち上げた。スウェーデン等では2～3mGを目安に、それを超える高圧線の鉄塔を住宅や幼稚園などの近辺に建設しないように規制している。
日本では平成23年『電気設備に関する技術基準を定める省令』が一部改正され、変圧器、開閉器等や電線路等を変電所等以外の場所に施設する場合には、当該施設の周辺において測定した空間の磁束密度の平均値が200μT以下となるように設置しなければならないと定められた。（施行日：平成23年10月1日）
他にも高圧線の出す電磁波により、放送電波に影響がでることがある。

### 放電現象
送電線の送電電圧が非常に高くなったときに、主に鉄塔接続部分のがいし付近で周囲の空気との間における絶縁状態が部分的に破れて、コロナ放電が発生する場合がある。この放電時に発せられるジリジリといったコロナ騒音のほか、コロナ損（電力損）による送電効率の低下、障害電波や高周波の発生なども問題になっている。降雨・降雪時、降雨・降雪後、または霧が発生しているときなど導電性が高まったときに起こりやすい。放電頻度を少なくするため、がいしに溜まったほこり等を除去する清掃作業が管轄会社により定期的に行われている。また、がいしの突起を減らしたり、多導体方式（英語版）の使用や外径の大きい鋼心アルミより線等を使用するか束ねるなどして電線径を太くし電位傾度（電位差）を低くすることによって、放電頻度を減少させる効果がある。

### 送電線の路線図

日本の電力会社の管轄と主要送電網

日本において送電線（高圧線）の路線図は、電力会社の内部資料としては存在するが、近年はテロ対策などを理由に非公開となっており、部外者が見ることはできないようになっている（ごく一部の幹線のみ、電力会社のパンフレットや資料館で公開されている）。それでも国土地理院の地形図には、送電線が記載されているので、地形図を見ることにより、送電線がどこに続いているのか辿ることは可能である。
ただし、インターネットで公開している国土地理院による電子版の地形図（電子国土基本図）では、送電線や鉄塔の位置に関する情報の提供を全国の電力会社が「テロへの悪用懸念」などを根拠に拒否したため、2012年1月時点の最新版で記載をとりやめている。これに対して、登山などで現在地を確認する際の目印になるといった利便性の観点からも記載を求める声が出ており、日本地理学会では同機関に対して記載の継続を求める意見書を提出している。なお、1998年には香川県坂出市で何者かにより送電鉄塔が倒壊させられる器物損壊事件が実際に発生している。また、日本国外ではタイで送電鉄塔がテロの標的にされている。
地中化された送電線もある。上記の通り、路線図は一般には公表されていないので部外者が敷設ルートを辿ることはほとんど不可能である。ただし、一部の電力会社では電柱に工事業者のために地中線の埋設標が設置されている。

### 施設損壊による主な被害
- 2019年9月9日 - 千葉県君津市にある東京電力パワーグリッドの送電塔2基が強風（令和元年房総半島台風）により倒壊。内房線系統及び小糸線・木内線系統がルートダウンし、約11万軒に及ぶ大規模な停電が発生した。日本の送電塔は40mの強風にも耐えうるよう設計されており、倒壊原因の調査が行われた[19]。
- 2022年2月2日、コンゴ民主共和国の首都キンシャサの市場で、高圧架空電線が排水溝に落下、26人が感電死した。落下場所がメンテナンスのされていない排水溝であり、大きな水たまりができていたことから被害が拡大した[20]。